# جينا فيشر
ريجينا ماري «جينا» فيشر (بالإنجليزية: Jenna Fischer)‏ (ولدت في 7 مارس 1974) ممثلة أمريكية، اشتهرت بدورها في مسلسل سيتكوم المكتب (2005-2013)، والتي تم ترشيحها لجائزة إيمي برايم تايم لأفضل ممثلة مساعدة في مسلسل كوميدي في عام 2007؛ كانت أيضًا منتجة للموسم التاسع والأخير من العرض.

## روابط خارجية
- جينا فيشر على موقع IMDb (الإنجليزية)
- جينا فيشر على موقع روتن توميتوز (الإنجليزية)
- جينا فيشر على موقع ألو سيني (الفرنسية)
- جينا فيشر على موقع ميوزك برينز (الإنجليزية)
- جينا فيشر على موقع أول موفي (الإنجليزية)
- جينا فيشر على موقع بوكس أوفيس موجو (الإنجليزية)
- جينا فيشر على موقع قاعدة بيانات الأفلام السويدية (السويدية)
- جينا فيشر على موقع إن إن دي بي (الإنجليزية)
- جينا فيشر على موقع قاعدة بيانات الفيلم (الإنجليزية)
- جينا فيشر على موقع كينوبويسك (الروسية)
- Jenna Fischer at Emmys.com نسخة محفوظة 21 يوليو 2012 على موقع واي باك مشين.